# Grassano
Grassano est une commune italienne d'environ 5 000 habitants, située dans la province de Matera, dans la région Basilicate, en Italie méridionale.

## Géographie

### Communes limitrophes
Calciano, Garaguso, Grottole, Irsina, Salandra, Tricarico

## Culture locale et patrimoine

### Superstitions locales
Une coutume locale prétend que laisser un artichaut sur le rebord d'une fenêtre, une nuit entière, le premier dimanche de printemps, permet de présager du lendemain. Au matin, un artichaut ouvert est supposé annoncer de bonnes nouvelles à venir ; que la plante reste fermée est de mauvais augure. De même, un blanc d'œuf abandonné sur le bord d'une fenêtre toute une nuit et qui, le lendemain matin, présente une surface irisée est signe d'un mariage prochain.